# Малгожата Бучковська
Малгожата Бучковська (пол. Małgorzata Buczkowska; нар.. 25 серпня 1976, Люблін, Польська Народна Республіка) — польська акторка театру і кіно, номінантка і лауреатка низки польських театральних і кінопремій.

## Біографія
Малгожата Бучковська народилася в Любліні 25 серпня 1976 року. Під час навчання в школі відвідувала театральний гурток Халіни та Яна Махульських. 28 лютого 1998 року дебютувала як театральна актриса на сцені театру імені Стефана Жеромського в Кельцях. У 2002 році закінчила Національну театральну школу імені Людвіка Сольського у Кракові.
Як запрошена актриса грала у виставах Польського театру у Вроцлаві і театрі імені Стефана Ярача в Лодзі. З 2004 року є актрисою трупи театру імені Стефана Ярача в Лодзі. Визнання критиків і глядачів їй принесла роль у п'єсі Ігоря Бауершіми «Norway. Today» у постановці режисера Мартіна Грота в 2003 році і в п'єсах Ребеки Гілман «Світло життя» у 2005 році, а також Юдіти Томпсон «Хабітат» у 2007 році режисера Маріуша Гжегожека. З 2012 року Малгожата Бучковська брала участь у виставах Театру естради у Варшаві.
У 2002 році дебютувала як кіноактриса в епізодичній ролі у фільмі «Шопен. Бажання любові» режисера Єжи Антчака. Її перша головна роль у кіно відбулася в епізоді «Сілезія» у фільмі «Ода до радості» режисера Ганни Казеяк-Давид. Вона зіграла Агу. За роль другого плану — роль Олени у фільмі «0_1_0» режисера Петера Лазаркевича у 2008 році отримала першу номінацію на Премію імені Збігнєва Цибульського. Через рік отримала ще одну номінацію на цю нагороду за головну роль у фільмі «Я твій» Маріуша Гжегожека.
Актриса знімається у телевізійних серіалах, у тому числі в серіалах «Лицем до лиця», «Кольори удачі» та «Лондонці».

## Особисте життя
Малгожата Бучковська одружена з актором Ксаверієм Шленкером. У 2006 році у них народився син, Францішек Ксаверій Шленкер.

## Фільмографія
| Рік  | Фільм                                                                | Режисер                     | Персонаж                 |
| ---- | -------------------------------------------------------------------- | --------------------------- | ------------------------ |
| 2002 | «Шопен. Бажання кохати» пол. Chopin. Pragnienie miłości              | Єжи Антчак                  | епізодична роль          |
| 2005 | «Ода до радості» пол. Oda do radości                                 | Анна Казеяк-Давид           | Ага                      |
| 2005 | «Тебя звуть Жюстін» пол. Masz na imię Justine                        | Франко де Пенья             | Ганя                     |
| 2006 | «Декілька світлин» пол. Kilka fotografii                             | Марцин Печонка              | Евеліна                  |
| 2006 | «Додатково» пол. Statyści                                            | Ярослав Сокол               | Дорота                   |
| 2008 | «Чотири ночі з Анною» пол. Cztery noce z Anną                        | Єжи Сколімовський           | подруга голавної героїні |
| 2008 | «Це не те, що ти думаєш, милий» пол. To nie tak, jak myślisz, kotku  | Славомир Криньський         | Доминіка                 |
| 2008 | «0_1_0» пол. 0_1_0                                                   | Пйотр Лазаркевич            | Лена                     |
| 2009 | «Скільки важить троянський кінь?» пол. Ile waży koń trojański?       | Юліуш Махульський           | Тереза                   |
| 2009 | «Я твій» пол. Jestem Twój                                            | Маріуш Гжегожек             | Марта                    |
| 2009 | «Зеро» пол. Zero                                                     | Павел Боровський            | медсестра                |
| 2010 | «Колискова» пол. Kołysanka                                           | Юліуш Махульський           | дружина головного героя  |
| 2011 | «Покажи, мила, що там всередині» пол. Pokaż, kotku, co masz w środku | Славомир Криньський         | медсестра Домініка       |
| 2011 | «Переплетення» пол. Uwikłanie                                        | Яцек Бромський              | Ганна Квятовська         |
| 2012 | «Гостра дата» пол. Ostra randka                                      | Мацей Одоліньський          | Лілі                     |
| 2013 | «Підозрювані в любові» пол. Podejrzani zakochani                     | Славомир Криньський         | жінка в окулярах         |
| 2013 | «Станція Варшава» пол. Stacja Warszawa                               | Мацей Куске, Матеуш Ракович | мати героя               |
| 2014 | «Хлопець (не) потрібен відразу ж» пол. Facet (nie)potrzebny od zaraz | Вероніка Мігонь             | Ася                      |
| 2019 | «Принцип насолоди»                                                   | Даріуш Яблонський           | Марія Соколовска, слідча |

#### Нагороди та почесні звання
- 2004 рік: «Золота маска» за найкращу жіночу роль у сезоні 2003/2004 років: ролі Джульєти у п'єсі Ігоря Бауершіми «Norway. Today» і Петри у п'єсі «Злочинці» Томаса Йонигка в театрі імені Стефана Ярача в Лодзі.
- 2005 рік: «Золота маска» за найкращу жіночу роль у сезоні 2004/2005 років: роль Лізи у п'єсі Ребеки Гілман «Блиск життя» в театрі імені Стефана Ярача в Лодзі; за ту ж роль отримала Головний приз V Фестивалю сучасної драматургії.
- 2007 рік: «Золота маска» за найкращу жіночу роль у сезоні 2006/2007 років: роль у п'єсі Джудіт Томпсон «Хабітат» у театрі імені Стефана Ярача; Головний приз XLVII Театрального фестиваля в Каліші за роль Лізи у п'єсі Ребеки Гілман «Блиск життя» в театрі імені Стефана Ярача в Лодзі.
- 2008 рік: Номінація на премію імені Збігнєва Цибульського за роль у фільмі «0_1_0»[3].
- 2009 рік: Номінація на премію імені Збігнєва Цибульського за роль у фільмі «Я твій»[3].
- 2013 рік: Головний приз LIII Театрального фестивалю в Каліші за роль Марти в шоу «Кажан» з однойменної оперети Йоганна Штрауса.